# Monumento a Caupolicán
El monumento a Caupolicán es una escultura de la ciudad de Temuco, Chile, levantada en honor al líder mapuche del siglo XVI. Se ubica en la intersección de la calle Manuel Montt con la avenida Caupolicán, en el sector Centro de la urbe.

## Primera escultura
Fue inaugurada el domingo 26 de noviembre de 1939 con la realización de un desfile de gente mapuche y discursos de los políticos Venancio Coñuepán y José Cayupi. Fue cuestionada porque, en realidad, no representaba a un aborigen local sino a un siux. En 1985, fue destruida accidentalmente.

## Segunda escultura
Fue instalada el martes 5 de diciembre de 2000 en la misma ubicación del monumento anterior. Fue creada por el escultor José Troncoso Cuevas (inspirada en los escritos de Alonso de Ercilla y Rubén Darío). La actual escultura es de bronce fundido, pesa alrededor de 800 kilos y tiene una altura de 2,5 metros. El proyecto fue ganador de un Fondart en la especialidad escultura, y contó con el apoyo del Museo Regional de La Araucanía y la Corporación Nacional de Desarrollo Indígena.